# Выборы губернатора Тульской области (2021)
Выборы губернатора состоялись в Тульской области 19 сентября 2021 года в единый день голосования, одновременно с выборами в Государственную думу. В соответствии с постановлением ЦИК России голосование проходило в течение 3 дней — 17, 18 и 19 сентября. 
Губернатор избирался сроком на 5 лет.
На 1 июля 2021 года в области было зарегистрировано 1 160 563 избирателей, из которых около 37,2% (431 809 избирателей) в Туле.
Избирательная комиссия Тульской области состоит из 14 членов. Действующий состав сформирован в ноябре 2016 года на 5 лет, до ноября 2021 года. Председатель избирательной комиссии — Павел Веселов (с июня 2018 года).

## Предшествующие события
В 2012 году президент России Дмитрий Медведев принял закон, вернувший в России прямые выборы глав регионов. К этому моменту губернатором Тульской области был Владимир Груздев, назначенный в июле 2011 года. Его полномочия истекали в августе 2016 года, однако 2 февраля 2016 года он досрочно ушёл в отставку по собственному желанию. Врио губернатора президент России Владимир Путин назначил высокопоставленного военного Алексея Дюмина.
18 сентября 2016 в Тульской области впервые с 2001 года состоялись выборы губернатора. Было зарегистрирована лишь 4 кандидата. Дюмин в статусе самовыдвиженца но при поддержке «Единой России» и ЛДПР набрал 84,17% голосов и был избран в первом туре.
В марте 2021 года Тульская областная дума приняла новый закон «О выборах губернатора Тульской области», внесенный председателем облизбиркома Павлом Веселовым. В документе закреплена возможность проведение голосования в течение трёх дней, а также возможность избирателей голосовать по месту нахождения, а не постоянной регистрации. Также было установлено, что кандидаты на должность губернатора могут вести сбор подписей в поддержку своего выдвижения через портал «Госуслуг», и собирать таким способом до 25% от необходимого числа подписей.

## Ключевые даты
- 17 июня 2021 года депутаты Тульской областной думы назначили выборы на 19 сентября 2021 года (единый день голосования)[6]
  - 18 июня решение о назначении выборов опубликовано официально
  - 18 июня опубликован расчёта числа подписей, необходимых для регистрации кандидата (следующие 3 дня после официальной публикации решения о назначении выборов)[7]
- 23 июня избирательная комиссия области утвердила календарный план мероприятий по подготовке и проведению выборов[8]
  - с 5 июля по 4 августа — 30-дневный период выдвижения кандидатов (75-45 дней до дня голосования)
  - агитационный период начинается со дня выдвижения кандидата и прекращается за одни сутки до дня голосования
- со дня выдвижения по 9 августа — период сбора подписей муниципальных депутатов и избирателей
- с 4 августа по 9 августа до 18:00 — представление документов в избирательную комиссию для регистрации кандидата (45-40 дней до дня голосования)
- с 21 августа по 17 сентября — период агитации в СМИ (28 дней до дня голосования)
- 17-19 сентября — дни голосования. Из-за многодневного голосования дня тишины не было.

## Кандидаты
8 июля в ЛДПР заявили, что партия не будет выдвигать кандидата. Действующий губернатор Дюмин устраивает партию.
21 июля подал документы на участие в выборах действующий губернатор Алексей Дюмин, как и 5 годами ранее в порядке самовыдвижения. Как самовыдвиженцу ему нужно собрать подписи в поддержку выдвижения в количестве 2% от числа зарегистрированных избирателей: 23 363.
22 июля партия «Коммунисты России» выдвинула кандидатов Юрия Моисеева, депутата Тульской областной думы.
26 июля КПРФ выдвинула Владимира Исакова, секретаря ЦК КПРФ, первго секретаря ЦК Ленинского коммунистического союза молодежи (ЛКСМ) РФ и депутата Тульской городской думы.
28 июля «Российская партия пенсионеров за социальную справедливость» выдвинула Владимира Ростовцева, руководителя тульского регионального отделения партии.
| № | Кандидат           | Должность (на момент выдвижения)                   | Партия             | Статус          | Кандидаты в Совет Федерации                         |
| - | ------------------ | -------------------------------------------------- | ------------------ | --------------- | --------------------------------------------------- |
| 1 | Алексей Дюмин      | губернатор Тульской области                        | самовыдвижение     | зарегистрирован | Дмитрий Савельев Николай Воробьев Екатерина Толстая |
| 2 | Юрий Моисеев       | депутат Тульской областной Думы                    | Коммунисты России  | зарегистрирован | Денис Илюхин Ирина Чудакова Михаил Дятлов           |
| 3 | Владимир Исаков    | секретарь ЦК КПРФ, депутат Тульской городской Думы | КПРФ               | зарегистрирован | Валентина Мишина Анатолий Туренко Виктор Тарасов    |
| 4 | Владимир Ростовцев | депутат Тульской городской Думы                    | Партия пенсионеров | зарегистрирован | Владимир Львов Николай Огольцов Сергей Шелобаев     |

## Итоги выборов
| Явка избирателей                                      | Явка избирателей                                      | Явка избирателей | Явка избирателей |
| ----------------------------------------------------- | ----------------------------------------------------- | ---------------- | ---------------- |
| Число избирателей, включённых в список избирателей    | Число избирателей, включённых в список избирателей    | 1 160 563        | 100 %            |
| Из них приняли участие в выборах (выдано бюллетеней)  | Из них приняли участие в выборах (выдано бюллетеней)  | 608 247          | 52,85 %          |
| Из принявших участие в выборах проголосовали досрочно | Из принявших участие в выборах проголосовали досрочно | 0                | 0 %              |
| Процент испорченных бюллетеней                        |                                                       |                  |                  |
| Приняли участие в голосовании (возвращено бюллетеней) | Приняли участие в голосовании (возвращено бюллетеней) | 608 247          | 100 %            |
| Из них действительных бюллетеней                      | Из них действительных бюллетеней                      | 596 516          | 98,37 %          |
| Из них недействительных бюллетеней                    | Из них недействительных бюллетеней                    | 9 868            | 1,63 %           |
| Распределение голосов:                                |                                                       |                  |                  |
| 1.                                                    | Алексей Дюмин                                         | 506 816          | 83,58 %          |
| 2.                                                    | Владимир Исаков                                       | 54 371           | 8,97 %           |
| 3.                                                    | Владимир Ростовцев                                    | 18 519           | 3,05 %           |
| 4.                                                    | Юрий Моисеев                                          | 16 810           | 2,77 %           |
| Число действительных (учтённых) бюллетеней            | Число действительных (учтённых) бюллетеней            | 596 516          | 100 %            |